# Jesus (1979)
Jesus (Untertitel 1: Der Mann, der in kein Schema passt, Untertitel 2: Keiner hat die Menschen bewegt wie er) ist ein US-amerikanischer Spielfilm über das Leben und Leiden Jesu Christi, der aus dem Umfeld der evangelikalen Organisation Campus Crusade for Christ International entstanden ist. Um den Film herum hat sich das Jesusprojekt gebildet, das den Film inzwischen auch in einer Kinderversion (deutsch: Aufregung um Jesus) sowie einer Hörspielversion in den meisten Sprachen der Welt vertreibt. Die Onlineversionen sind kostenlos.
Gedreht wurde zum Teil an Originalschauplätzen in Israel mit Ortsansässigen als Statisten und zum größten Teil auch als Hauptdarsteller.
Der Film schildert die Ereignisse um Jesus hauptsächlich nach dem Lukasevangelium, um Sprünge zwischen den Evangelien möglichst zu vermeiden. Dialoge, die nicht im Neuen Testament vorkommen, werden nicht verwendet.

## Geschichte und Verbreitung
Bereits 1950 hatte Bill Bright, Gründer und Präsident von Campus für Christus, den Plan gefasst, einen Film über das Leben Jesu zu drehen, um möglichst viele Menschen auf der ganzen Welt – insbesondere Analphabeten – mit der christlichen Botschaft zu erreichen. 1978 fand sich ein Finanzier aus dem Sympathisantenkreis von Campus für Christus International. Als Produzent fungierte John Heyman, der bereits Genesis-Verfilmungen realisiert hatte. Neben 45 Hauptdarstellern waren weitere 5000 Statisten an den Dreharbeiten beteiligt. Als Drehort wurden die historischen Stätten Israels gewählt. 1979 kam der Film in über 2000 amerikanische Kinos. Als Verleiher engagierte sich Warner Brothers. In den USA war der Film ein Flop, später wurde er aber in mehr als 1800 Sprachen übersetzt (Stand Mai 2020). Damit gilt „Jesus“ als der meistübersetzte Film der Filmgeschichte. Kurze Zeit später war der Film auch in Deutschland zu sehen; in jüngerer Zeit wird er vielfach durch Verschenkaktionen und den Einsatz im Religionsunterricht verbreitet. In der deutschen Synchronfassung wird Brian Deacon von Tobias Meister gesprochen. Ori Levy, der im Film den Kajaphas spielt, erhielt seine Stimme von Eckart Dux.
Rund 70.000 Filme wurden an Gemeinden zum Weiterverschenken abgegeben.

## Fortsetzung
Es existiert auch eine vierteilige Verfilmung der Apostelgeschichte, die sich ähnlich streng an die lukanische Vorlage hält. 